# Andrew Stevens
Andrew Stevens (nacido como Herman Andrew Stephens en Memphis, Estados Unidos; el 10 de junio de 1955) es un actor, productor y director de cine estadounidense.
Es único hijo de la actriz Stella Stevens y Noble Herman Stephens, ambos nativos de Misisipi.

## Carrera
Previo a su carrera de productor, Stevens fue escritor, director, y actor. Uno de sus primeros papeles fue una breve aparición en la comedia Shampoo (1975), protagonizada por Warren Beatty. Fue nominado a un Globo de Oro por su actuación en The Boys in Company C (Columbia Pictures) de 1978.
 En 1977, Stevens interpretó a Andrew Thorpe de 17 años en la serie wéstern de NBC, The Oregon Trail. Solo se rodaron 13 capítulos, siete de los cuales nunca fueron emitidos.
En 1976 audicionó para el papel de Luke Skywalker en la primera película de La Guerra de las Galaxias y tuvo también un papel importante en la película La furia (1978)
En la década de 1980 su rostro se hizo más popular al participar en dos teleseries de éxito: Dallas y Mujeres de Hollywood (Hollywood Wives).
A inicios de la década de 1990, Stevens dejó la mirada pública para hacerse empresario independiente, escribiendo, produciendo, dirigiendo y financiando sus películas para sus propias empresas. De esa manera creó entre otros la película Night Eyes (1990), a la que le siguieron tres secuelas. Su ejercicio más largo como ejecutivo de cine fue como Presidente de Franchise Pictures, el cual produjo películas para Warner Bros. desde 1997 hasta 2002.
En 2001, Stevens fue nombrado uno de los productores más prolíficos de Hollywood por la publicación profesional  Hollywood Reporter. Sus créditos de producción incluyen películas para grandes estudios de Hollywood como The Whole Nine Yards protagonizada por Bruce Willis (Warner Bros.) y The Big Kahuna, con Kevin Spacey (Lionsgate); películas para televisión como Topper (ABC), una serie basada en la película del mismo nombre, en la que aparece frente a Kate Jackson, con la que estaba casado por aquel entonces; The White Raven (para HBO) y numerosas películas en DVD con Steven Seagal, Wesley Snipes y Dolph Lundgren.

## Vida privada
Andrew Stevens y su segunda esposa, Robyn, tienen tres hijos.